# Ana Wills
Ana Wills (Bogotá, Cundinamarca, Colombia, 14 de mayo de 1984) es una actriz y cantante colombiana conocida por participar en la telenovela Amor en custodia del Canal RCN en 2009. 

## Trayectoria
A sus 25 años llegó a la actuación por pura casualidad, debido a que es publicista con sueños de cantante. Debutó con la telenovela Amor en custodia.
Como empresaria inauguró dos restaurantes: uno en Bogotá llamado El Bembe, y uno en Santa Marta llamado Marisol, en el cual también participó la también actriz Estefanía Godoy.

## Filmografía

### Televisión
| Año       | Título                                  | Personaje                          | Canal              |
| --------- | --------------------------------------- | ---------------------------------- | ------------------ |
| 2009-2010 | Amor en custodia                        | Bárbara "Barbie" Sanín Delucci     | Canal RCN          |
| 2010      | Tierra de cantores                      | Alicia Zambrano                    | Caracol Televisión |
| 2012      | La Mariposa                             | Cinthya Laurens                    | Canal RCN          |
| 2013      | Allá te espero                          | Sarah Visbal Schroeder             | Canal RCN          |
| 2015      | ¿Quién mató a Patricia Soler?           | Silvia Contreras / Irene Contreras | MundoFox           |
| 2015      | La esquina del diablo                   | Paula Gómez                        | UniMás             |
| 2016      | El tesoro                               | Sara Bermejo                       | Caracol Televisión |
| 2016      | Las Vega's                              | Caroline                           | Canal RCN          |
| 2017      | Venganza                                | Mónica Salinas                     | Canal RCN          |
| 2017-2020 | Testosterona Pink                       | Natalia                            | Caracol Play       |
| 2018      | Débora, la mujer que desnudó a Colombia | Francisca Arango                   | Teleantioquia      |
| 2019      | El Bronx                                | Gabriela Miller                    | Caracol Televisión |
| 2020-2025 | La venganza de Analia                   | Alejandra Mejía Castiblanco        | Caracol Televisión |
| 2021      | La niña Julia                           | Bárbara                            | Señal Colombia     |
| 2023      | Pálpito                                 | Laura Portillo                     | Netflix            |
| 2024      | Rojo carmesí                            | Alexa Sánchez Urrutia              | Canal RCN          |

### Cine
| Año  | Título                 | Personaje | Notas |
| ---- | ---------------------- | --------- | ----- |
| 2023 | Itzia, tango y cacao   | Mariana   |       |
| 2023 | El sabor de la Navidad | Luna      |       |
| 2023 | Los iniciados          | Verónica  |       |
| 2024 | Delincuentes           | Pilar     |       |

## Premios y nominaciones

### Premios India Catalina
| Año  | Categoría                               | Telenovela o Serie | Resultado |
| ---- | --------------------------------------- | ------------------ | --------- |
| 2010 | Mejor actriz o actor revelación del año | Amor en custodia   | Ganadora  |

### Premios Tvynovelas
| Año  | Categoría                     | Telenovela o serie | Resultado |
| ---- | ----------------------------- | ------------------ | --------- |
| 2010 | Mejor actriz/actor revelación | Amor en custodia   | Nominada  |